# Mihai-Aurel Donțu
Acest articol se referă la un politician român. Pentru alte sensuri, vedeți Mihai Donțu (dezambiguizare).
Mihai-Aurel Donțu (n. 12 martie 1973

) este un deputat român, ales în 2012 din partea Partidului Național Liberal. 

## Controverse
Pe 5 ianuarie 2016, Donțu a lovit mortal un bătrân care traversa regulamentar strada.